# Revue d'histoire moderne et contemporaine
La Revue d’histoire moderne et contemporaine (RHMC) est une revue scientifique à comité de lecture trimestrielle française, créée en 1899. 

## Présentation
La revue est créée par Pierre Caron et Philippe Sagnac. Georges Pagès et Charles-Hippolyte Pouthas en ont été directeurs. En 2018, elle est dirigée par Philippe Minard (EHESS).
Son titre a évolué au fil du temps :
- 1899-1914 : Revue d’histoire moderne et contemporaine
- 1926-1940 : Revue d’histoire moderne
- 1947-1953 : Études d’histoire moderne et contemporaine
- Depuis 1954 : Revue d’histoire moderne et contemporaine

Depuis 1926, la revue est publiée par la Société d'histoire moderne et contemporaine, qui reprenait la publication interrompue par la Première Guerre mondiale. Elle est éditée depuis 2001 par les éditions Belin, avec le concours de l'INSHS (CNRS) et du CNL). Elle est présente sur le portail Cairn.info ainsi que sur Gallica pour les numéros plus anciens.